# 14880 Moa
För andra betydelser, se Moa (olika betydelser).
14880 Moa eller 1991 CJ1 är en asteroid i huvudbältet som upptäcktes den 7 februari 1991 av den japanska astronomen Tsutomu Seki vid Geisei-observatoriet. Den är uppkallad efter Moafåglar.